# Bérenger Saunière
François-Bérenger Saunière (n. 11 aprilie 1852, Montazels, Languedoc-Roussillon, Franța – d. 22 ianuarie 1917, Rennes-le-Château, Languedoc-Roussillon, Franța) a fost un preot romano-catolic în satul francez Rennes-le-Château, în departamentul Aude, oficial din 1885 până când a fost transferat într-un alt sat în 1909 de către episcopul său. El a refuzat această nominalizare și ulterior a demisionat. Din 1909 până la moartea sa în 1917 a fost preot liber fără parohie și care din 1910 a săvârșit Liturghia într-un altar construit în Vila Bethania pe moșia sa. Refuzul lui Saunière de a părăsi Rennes-le-Château pentru a-și continua preoția într-o altă parohie a provocat o suspendare permanentă a sa. Pe piatra de mormânt originală din 1917 a lui Saunière era scris „preotul din Rennes-le-Château 1885-1917”.
El ar fi fost practic necunoscut astăzi dacă nu ar ajuns o figură centrală în teoriile conspirației care înconjoară Rennes-le-Château, care stau la baza mai multor documentare și cărți, cum ar fi Holy Blood, Holy Graal de Michael Baigent, Richard Leigh și Henry Lincoln. Elementele acestor teorii au fost folosite mai târziu de Dan Brown în cel mai bine vândut roman din 2003 Codul lui Da Vinci, în care personajul fictiv Jacques Saunière este numit după preot.